# 花寺香蓮
花寺 香蓮（はなでら かれん）は、日本の女性声優。主にアダルトゲームに声をあてている。

## 出演作品
太字は主役・メインキャラクター

### PCゲーム

#### 2015年
- ALIA's CARNIVAL! Flowering Sky (朔日 いのり)[1]
- ロイヤルガーデン ～乙女に恋する皇子の戯曲～ (女学生2、審判の女学生)[2]
- ビッチなあの娘に性活指導! JKビッチ★はめぱこスクールライフ❤ (黒岩 玲奈、白石 カレン)[3]

#### 2016年
- 黒髪清楚ちゃん物語 ―彼氏じゃない人でイキ狂ってえっち大好きになってしまう女子校生― (八重樫 彩愛)[4]
- ALIA's CARNIVAL! Wパッケージ (朔日 いのり)[5]
- ぱこ★シス ～ビッチな妹とハメぱこ同棲性活～ (日野 まひる)[6]
- Bitch Maniax ～ビッチな娘たちのぱこぱこコレクション♪～ (日野 まひる)[7]
- ビッチなあの娘に性活指導! JKビッチ★はめぱこスクールライフ Plus (黒岩 玲奈、白石 カレン)[8]

#### 2017年
- 純情ヤンキーとギャル子ちゃん エッチな色々教えてあげる♪ (広瀬 凛那)[9]
- 春音アリス*グラム (瀬真 梢)[10]
- ワガママハイスペックOC (四月一日 奏音)[11]
- あまエロ ～童貞君を優しくエスコート～ (音梨 日和)[12]
- 彼女が異種族だった場合。 ～教え子ヴァンパイアの甘トロ隷属調教～ (黒十字 ミラ)[13]
- ハーレムゲーム2 ～普通じゃない主人公がハーレムを築くファンタジー(?)～  (孕島 雪姫)[14]
- 恋ニ、甘味ヲソエテ  (神崎 奈々)[15]

#### 2018年
- No! body knows ～その身体が知っている～  (美袋 赤穂、美袋 深青)[16]
- あま妹! 甘えん坊でぐーたらな妹のえっちな誘惑  (椎名 陽菜乃)[17]
- 恋ニ、甘味ヲソエテ2  (神崎 奈々)[18]

#### 2019年
- トモダチ♂♀セックス 彼氏に内緒で同棲生活!  (古郡 由桂子)[19]
- 彼女が異種族だった場合～Complete Case～ (黒十字 ミラ)[20]
- 白恋サクラ*グラム (瀬真 梢)[21]
- 乙女騎士♥いますぐ私を抱きしめて (金子 緒美)[22]
- 恋愛、借りちゃいました (瀬川 絵未)[23]
- 錬精術士コレットのHな搾精物語　～精液を集める錬精術士～ (コレット)[24]
- 恋愛、借りちゃいました 椿&ちなつ&こなつ ミニアフターストーリー（瀬川 絵未）

#### 2020年
- Little Sick Girls ～桃蜜は妹の香り～ (高井戸 流林檎)
- 彼氏公認セフレ ～愛する彼女はセフレにイカされよがりまくる～（狭山 英美里）
- シス△キャン（天野 碧葉）[25]
- 恋愛×ロワイアル（助部 愛）[26]
- 恋愛、借りちゃいました 絵未&八純 ミニアフターストーリー（瀬川 絵未）
- 春音アリス＊グラムWパッケージ（瀬真 梢）
- 保健室のセンセーとシャボン玉中毒の助手（朱鷺野）
- 魔滅姫ミコト ～受精必至の異種姦獄～（エルミア・シュティーベル）
- 終ノ空 remake（女子生徒B 他）

#### 2021年
- メスつまみ ～世話焼き年上妻と真面目なツンツン妻との愛欲性活～（塚本 朱梨）
- そして、彼女は寝取られる。 〜結ばれたはずの幼馴染は、別の男の上で腰を振っていた〜（愛内 茉奈）
- 壁の向こうの妻の嬌声3 ～薄壁から響く隣人妻の艶声は、いつしか愛する妻の淫れたヨガり声へと変わっていた～（茅部 結奈）
- 魔闘士マイヤ 魔域十二子宮編（魔闘士マイヤ）
- リンカーベル・アカデミア ～落第魔女とヒミツの儀式～（エロース＝ストローベル）
- ざくろの事（ざくろ）

#### 2022年
- 凛とした最愛妻は、人知れず淫乱ら妻へと堕ちて ～他の男を受け挿れ拡げられた濡れ穴は、もう俺のモノでは埋められない～（及川 まどか）
- フタマタ恋愛（レイラ）
- 恋人・亜依香と元カレ ～再びあの男に抱かれ快楽にイキ狂う愛する彼女〜（城山 亜依香）
- 光翼戦姫エクスティアTS パラレルエピソード3 トワイライトセイバー（紫峰 創真）
- いつまでも息子のママじゃいられない! 3 〜甘やかし里美母さんのあったかおっぱいに抱かれていっぱい射精したい!〜（峯岸 里美）

#### 2023年
- 白恋サクラ＊グラムLF（瀬真 梢）
- プレイ! プレイ! プレイ! ロック!（賀喜 寿々、T・フィルヤール・ナコ[27]）

#### 2024年
- クソザコ魔王少女アカリ 〜イシュカンダルへようこそ!〜（夜藤 朱莉[28]）
- 悲鳴 -地下室に囚われた11人-（久住 伊月[29]）

#### 2025年
- 魔想の果のスノウホワイト Snow White and the Seven Emotions（ゴディヴァ）
- 学生会長・紫藤喜那の淫鬱 〜学生会長兼恋人の寝取られ議事録〜（紫藤 喜那）

### オンラインゲーム
- 要塞少女 (エリカ、イリナ、クラリッサ)

### コンシューマゲーム
- 春音アリス＊グラム Snow Drop (PlayStation 4/PlayStation Vita) (瀬真 梢)[30]
- 白恋サクラ*グラム (PlayStation 4/Nintendo Switch) （天雨 リリエト）